# Boophis viridis
Boophis viridis Blommers-Schlösser, 1979 è una rana della famiglia Mantellidae, endemica del Madagascar.

## Distribuzione e habitat
Questa specie ha un areale relativamente ampio che comprende la fascia di foreste pluviali del Madagascar orientale, da Masoala a nord sino a Kalambatritra a sud, da 350 a 1.000 m di altitudine.